# Hassell
Hassell – miasto w Stanach Zjednoczonych, w stanie Karolina Północna, w hrabstwie Martin.